# هنري جوزيف كلارك
هنري جوزيف كلارك هو سياسي كندي، ولد في 7 يوليو 1833 في جمهورية أيرلندا، وتوفي في 13 سبتمبر 1889 في مدسين هات في كندا. انتخب member of the Legislative Assembly of Manitoba ‏ (27 ديسمبر 1870 – 23 ديسمبر 1874) وانتخب Premier of Manitoba ‏ (14 مارس 1872 – 8 يوليو 1874).